# Domenico Susi
Domenico Susi (Introdacqua, 4 aprile 1940 – Sulmona, 19 dicembre 2004) è stato un politico italiano.

## Biografia
Esponente politico abruzzese per 40 anni, ha percorso tutte le tappe della carriera politica ed amministrativa.
Riformista e siloniano, a 17 anni si iscrisse al PSI; fu segretario della sezione di Sulmona (1959-1965); segretario provinciale (1965-1970) e regionale del P.S.I. abruzzese (1976-1979); membro del Comitato centrale e dell'Assemblea nazionale dal 1975 fino al 1993.
Inizia l'attività amministrativa nel 1964, quando viene eletto sindaco del suo paese natale, rimane in carica fino al 1970, anno in cui viene eletto consigliere regionale abruzzese. Tra i padri della Costituente della Regione Abruzzo (1970), fu poi eletto per la prima volta alla Camera nel 1979 (VIII legislatura) e riconfermato anche nella IX, X e XI legislatura.
Fu sottosegretario di Stato alle Finanze per 9 anni nei Governi Craxi I e II, Goria, De Mita e Andreotti VI e VII, un vero record di permanenza; ma nonostante la competenza di tecnico fu scelto sempre in quanto deputato alla Camera. Nella sua attività governativa firmò 48 Convenzioni bilaterali con Paesi stranieri, si interessò di provvedimenti a favore dello stato sociale; si occupò della riforma organica delle Esattorie (1989), passate dalla proprietà di esattori privati a società bancarie pure o con privati su base provinciale (i Concessionari della Riscossione, progetto su cui poi si è fondata la riforma del 2006 che ha portato alla holding nazionale Equitalia, poi cessata e trasformata in Agenzia Entrate-Riscossione). Riorganizzò Lotto e Lotterie e i Servizi ispettivi del fisco; promosse la creazione di edilizia e infrastrutture pubbliche: tra queste la caserma della Guardia di Finanza a Coppito (L'Aquila) che ospita la Scuola Ispettori e Sovrintendenti, uno dei pochi edifici uscito quasi indenne dal terremoto dell'Aquila del 6 aprile 2009 (e dove poi viene programmato il vertice G8 dell'8 luglio 2009).
Dopo la diaspora socialista aderisce allo SDI, ricoprendo la carica di Responsabile nazionale agli Enti locali.
A ottobre 2004 promuove l'"Associazione per il Rinnovamento Abruzzo"; successivamente ha un riavvicinamento ufficiale al centro-sinistra, con la proposta dell'Udeur di candidatura in vista delle elezioni regionali abruzzesi del 2005, che però non andrà mai in porto a causa della morte, giunta per un improvviso infarto, nel dicembre del 2004.